# Giải Cánh diều cho âm nhạc xuất sắc
Giải Cánh diều cho âm nhạc xuất sắc đôi lúc được báo chí gọi là Nhạc sĩ xuất sắc, là một giải nằm trong một số hạng mục chính của giải thường điện ảnh thường niên Giải Cánh diều. Giải thưởng này được trao cho các nhạc sĩ,nhà soạn nhạc viết ca khúc hoặc nhạc nền, giải thưởng chỉ được trao cho các đề cử thuộc hạng mục Phim điện ảnh, bắt đầu được trao giải từ năm 2005.

## Danh sách nhận giải

### Thập niên 2000
| Năm              | Người thắng giải         | Phim               | Chú thích |
| ---------------- | ------------------------ | ------------------ | --------- |
| (Lần thứ 3) 2005 | Trọng Đài (1)            | Ký ức Điện Biên    | [ 1 ]     |
| (Lần thứ 4) 2006 | Trọng Đài (2)            | Đi trong giấc ngủ  | [ 2 ]     |
| (Lần thứ 5) 2007 | Nguyễn Côn Sinh (阮昆生) | Hà Nội, Hà Nội     | [ 3 ]     |
| (Lần thứ 6) 2008 | Nguyễn Quốc Trung (1)    | Trái tim bé bỏng   | [ 4 ]     |
| (Lần thứ 7) 2009 | Đức Trí (1)              | Huyền thoại bất tử | [ 5 ]     |

### Thập niên 2010
| Năm               | Người thắng giải      | Phim                                           | Chú thích     |
| ----------------- | --------------------- | ---------------------------------------------- | ------------- |
| (Lần thứ 8) 2010  | Trọng Đài (3)         | Được sống                                      | [ 6 ]         |
| (Lần thứ 9) 2011  | Nguyễn Quốc Trung (2) | Cánh đồng bất tận                              | [ 7 ]         |
| (Lần thứ 10) 2012 | Đỗ Hồng Quân          | Mùi cỏ cháy                                    | [ 8 ]         |
| (Lần thứ 11) 2013 | Lương Minh            | Lạc lối                                        | [ 9 ]         |
| (Lần thứ 12) 2014 | Hoàng Lương           | Những người viết huyền thoại                   | [ 10 ] [ 11 ] |
| (Lần thứ 12) 2014 | Nguyễn Mạnh Duy Linh  | Đường đua                                      | [ 10 ] [ 11 ] |
| (Lần thứ 13) 2015 | Quốc Trung (3)        | Sống cùng lịch sử                              | [ 12 ]        |
| (Lần thứ 14) 2016 | Lê Cát Trọng Lý       | Cuộc đời của Yến                               | [ 13 ]        |
| (Lần thứ 15) 2017 | Đức Trí (2)           | Sài Gòn, anh yêu em và Tấm Cám: Chuyện chưa kể | [ 14 ]        |
| (Lần thứ 16) 2018 | Đức Trí (3)           | Dạ cổ hoài lang                                | [ 15 ]        |
| (Lần thứ 17) 2019 | Dương Khắc Linh       | Trạng Quỳnh                                    | [ 16 ]        |

### Thập niên 2020
| Năm               | Người thắng giải                | Phim                       | Chú thích     |
| ----------------- | ------------------------------- | -------------------------- | ------------- |
| (Lần thứ 18) 2020 | Trần Mạnh Hùng                  | Truyền thuyết về Quán Tiên | [ 17 ]        |
| (Lần thứ 19) 2021 | Bùi Huy Tuấn và Lê Thanh Tâm    | Kiều                       | [ 18 ]        |
| (Lần thứ 20) 2022 | Đặng Hữu Phúc                   | Đêm tối rực rỡ!            | [ 19 ] [ 20 ] |
| (Lần thứ 21) 2023 | Đức Trí (4), Trần Hữu Tuấn Bách | Em và Trịnh                | [ 21 ] [ 22 ] |